# クロヒメカンアオイ
クロヒメカンアオイ（黒姫寒葵、学名: Asarum yoshikawae）は、ウマノスズクサ科カンアオイ属の常緑の多年草。別名、クビキカンアオイ（頸城寒葵）。

## 特徴
根茎はやや長く、地上を匍匐する。茎先から出る葉柄は長さ9-18cmになり、暗褐色または緑色で、毛は無い。葉は卵形または卵状三角形で、長さ7-13cm、幅5-9cmになり、先端はややとがり、基部は心形になる。葉の表面は明るい緑色で光沢があり、ふつうは雲紋状の斑は無く、裏面は淡緑色で、両面とも毛は無い。
花期は雪が消えはじまる3-4月。茎先に長さ1-4cmの花柄をつけ、暗褐色または緑褐色の花を1個つける。花に花弁は無く、萼裂片が花弁状になる。萼筒は基部がいくらかふくらんだ細長い筒状で、長さ7-11mm、径8-12mmになり、萼筒上部がやや狭まるがくびれることはない。萼筒入口は極端に狭く、径4mm以下で、口環が発達する。萼筒内壁には著しく複雑な格子状に隆起した襞があり、16-24個の縦襞がある。萼裂片は三角状卵形で、長さおよび基部の幅ともに8-14mmになり、ふつう斜上し、表面はなめらかである。雄蕊は12個あり、内外2輪につき、花糸は長さ2-3.5mmになる。花柱は6個ある。

## 分布と生育環境
日本固有種。本州の日本海側、新潟県西部の上越地方から富山県東部に分布し、低山地の落葉広葉樹林の林下に生育する。

## 名前の由来
和名クロヒメカンアオイは、「黒姫寒葵」の意で、発見地が新潟県糸魚川市の黒姫山であることから、また、別名のクビキカンアオイは、「頸城寒葵」の意で、頸城地方の山で多くみられることからついた。

## 分類
新潟県西部から富山県東部には、コシノカンアオイに類似の「クロヒメカンアオイ」Heterotropa yoshikawai F. Maek. ex Ono, nom. nud. が知られていたが、正式な記載はされていなかった。菅原敬 (1998) は、新潟県と隣県に分布するコシノカンアオイ、ユキグニカンアオイとの花の形態、染色体の比較研究を進め、これら2種の分類学的位置づけと関連について明らかにした。その結果、本種を独立した種、クロヒメカンアオイ、学名 Asarum yoshikawae T. Sugaw. として命名記載した。

## ギャラリー

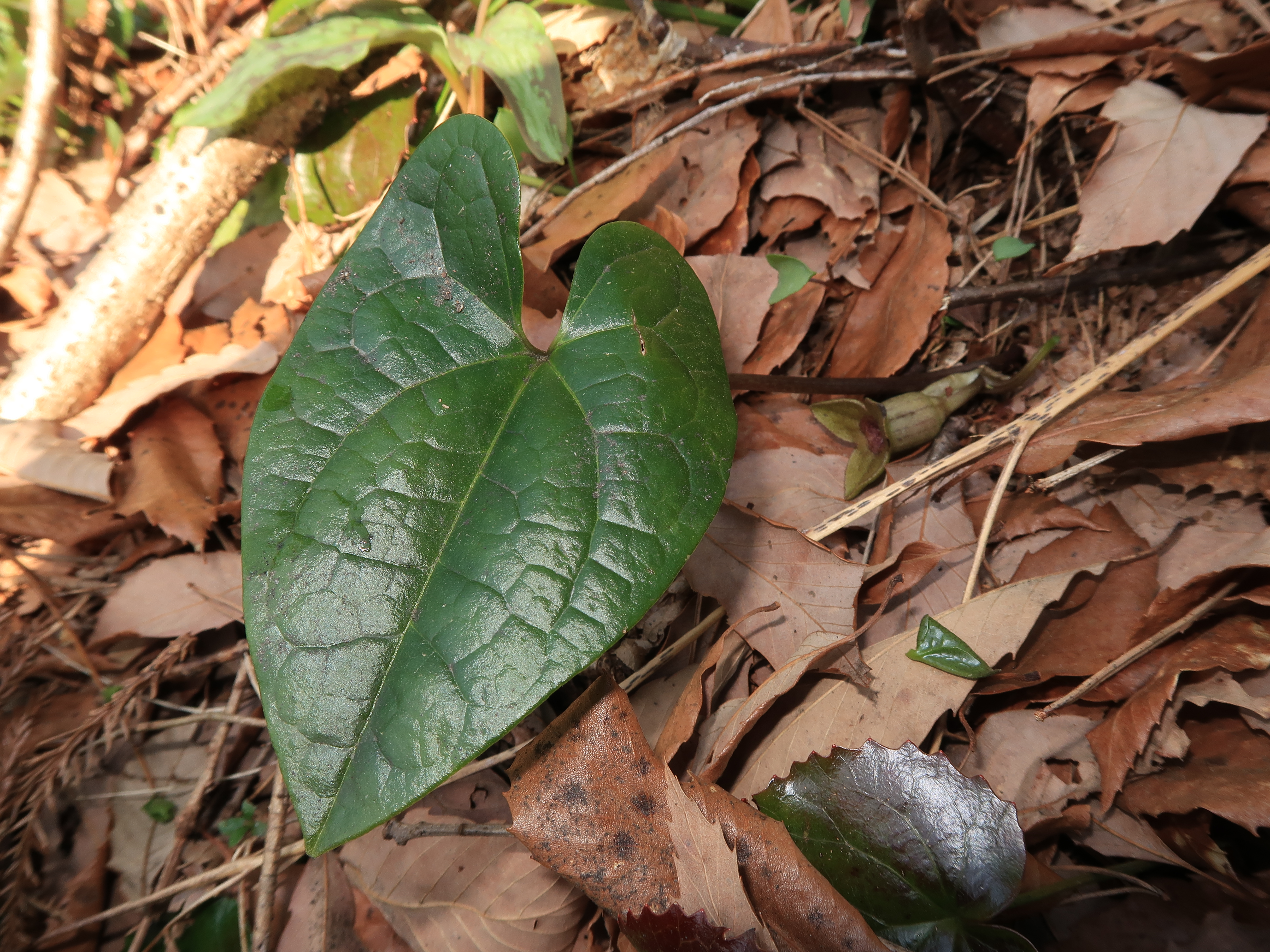
葉の表面は明るい緑色で光沢があり、毛は無い。斑紋はふつう無い。
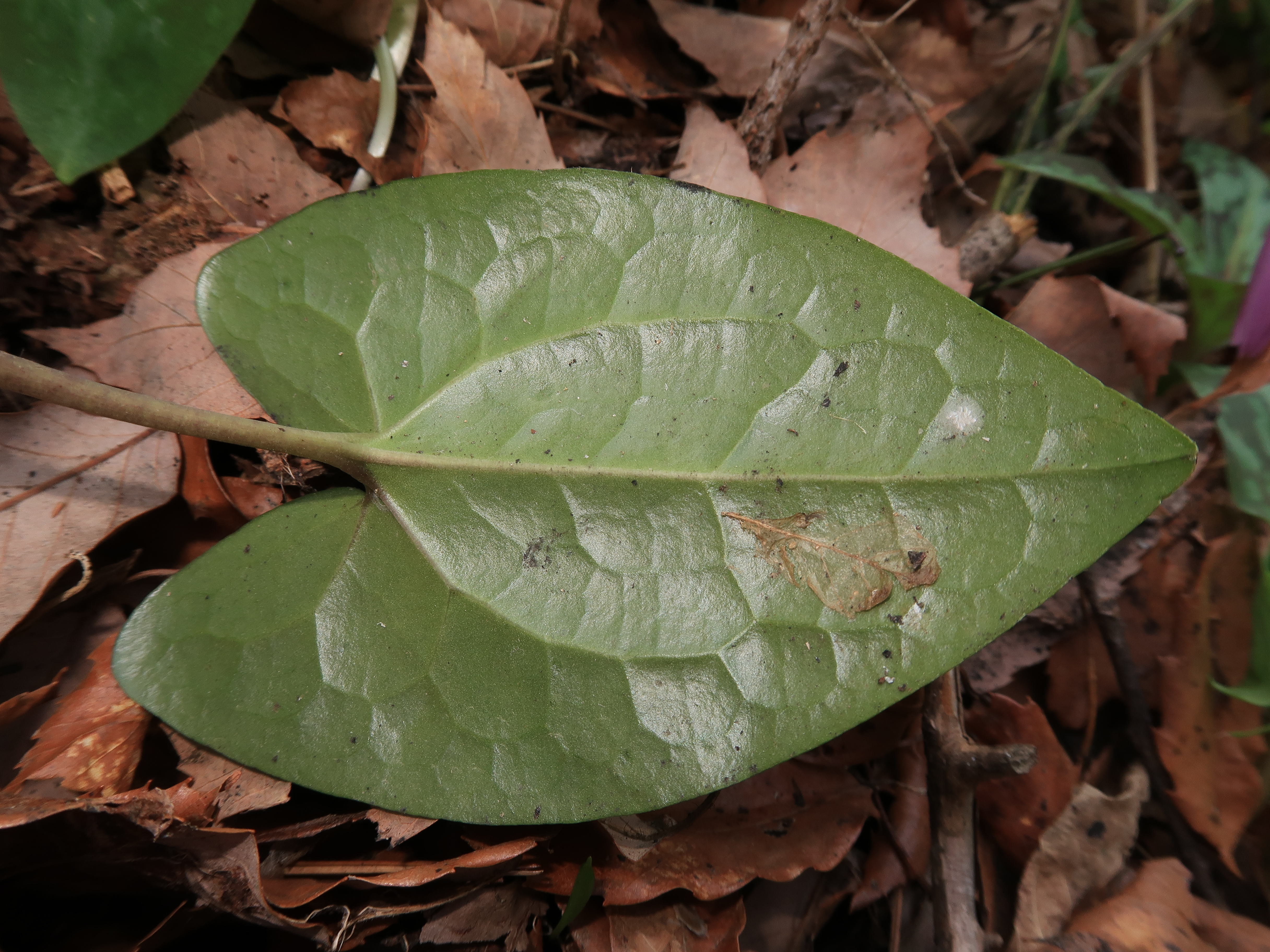
葉の裏面は淡緑色で無毛。
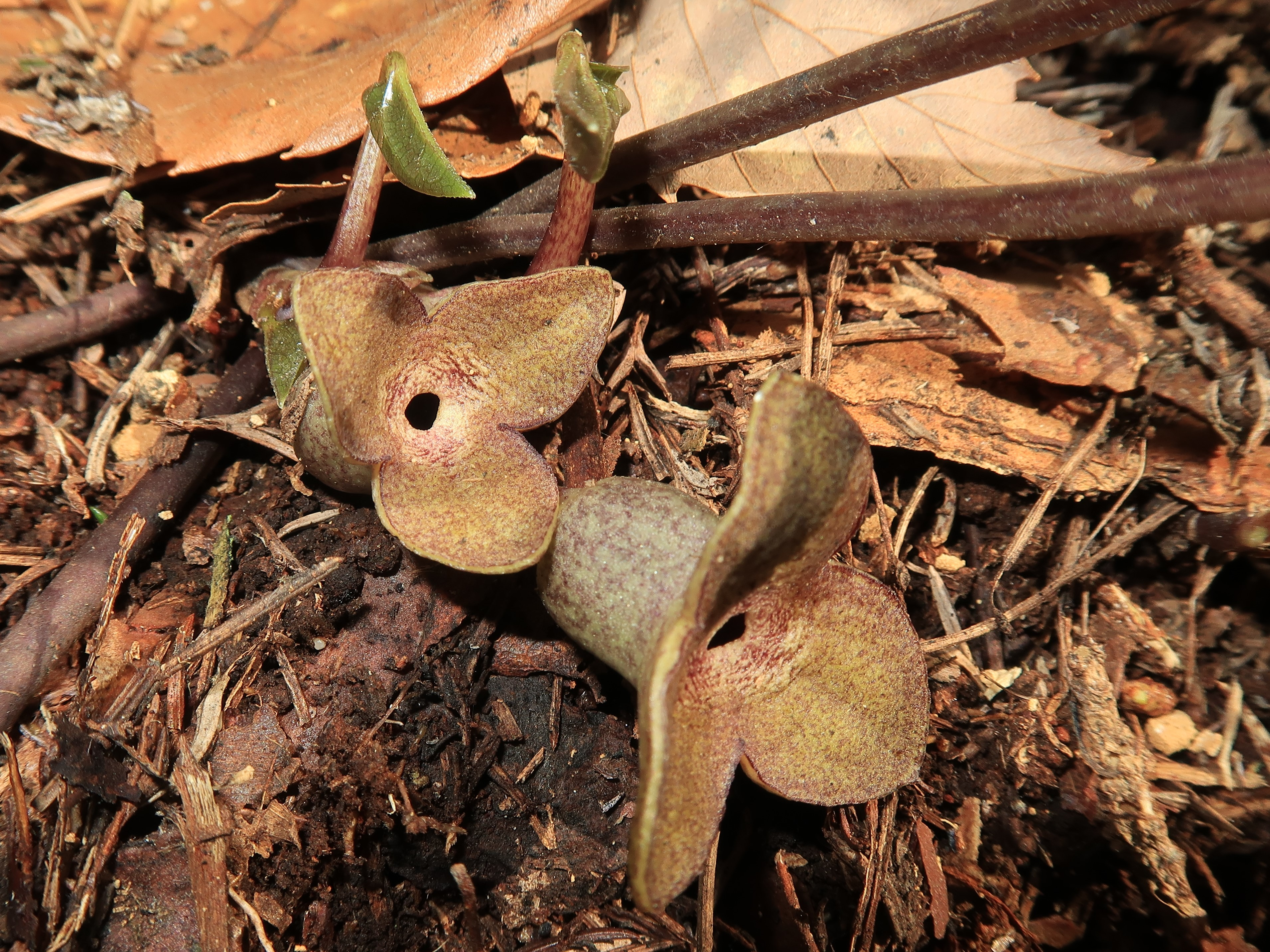
萼裂片は黄色がかった緑褐色で、斜上し、萼筒入口は極端に狭い。
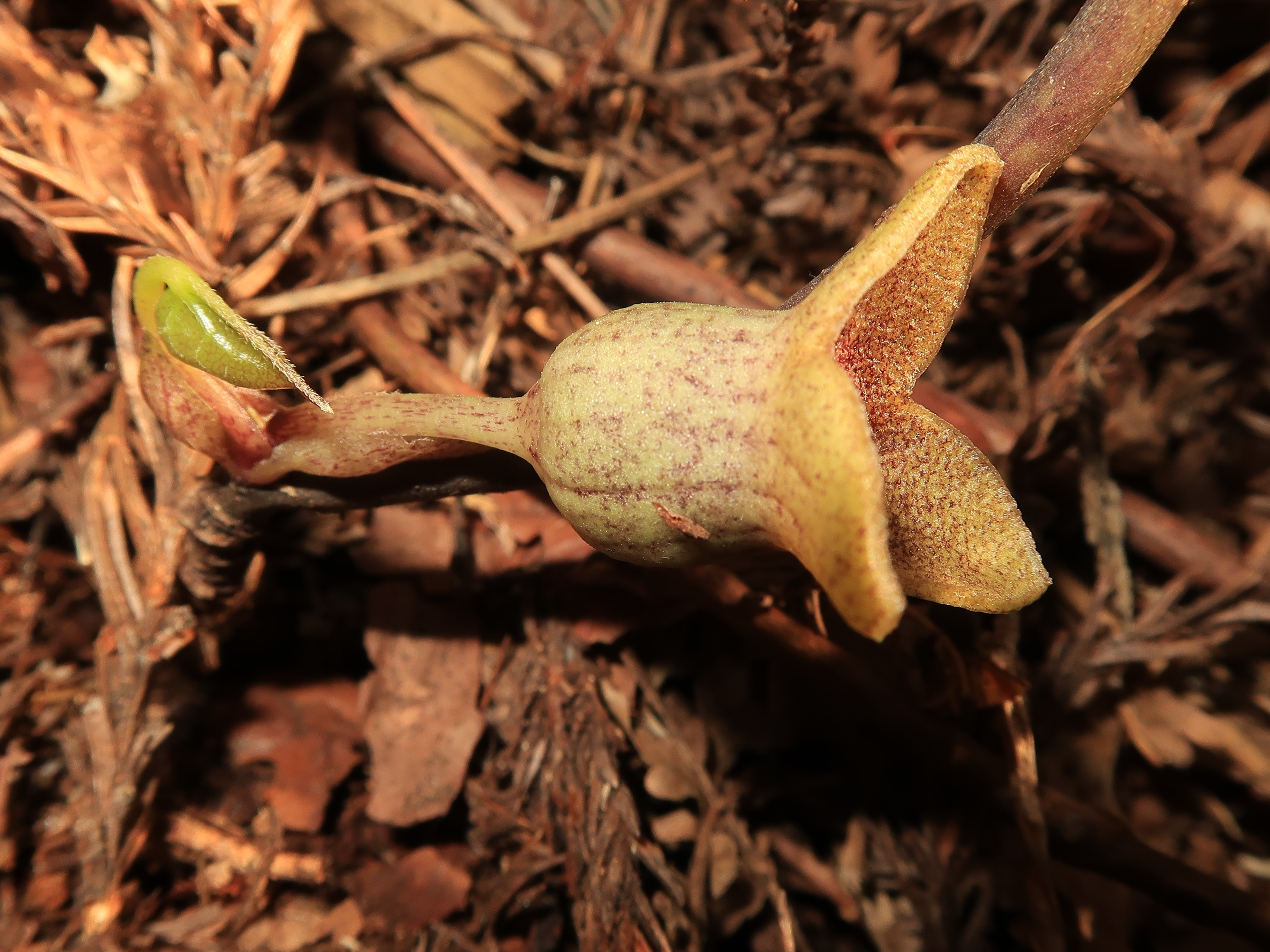
萼筒は基部がややふくらんだ細い筒状で上部がくびれることはない。
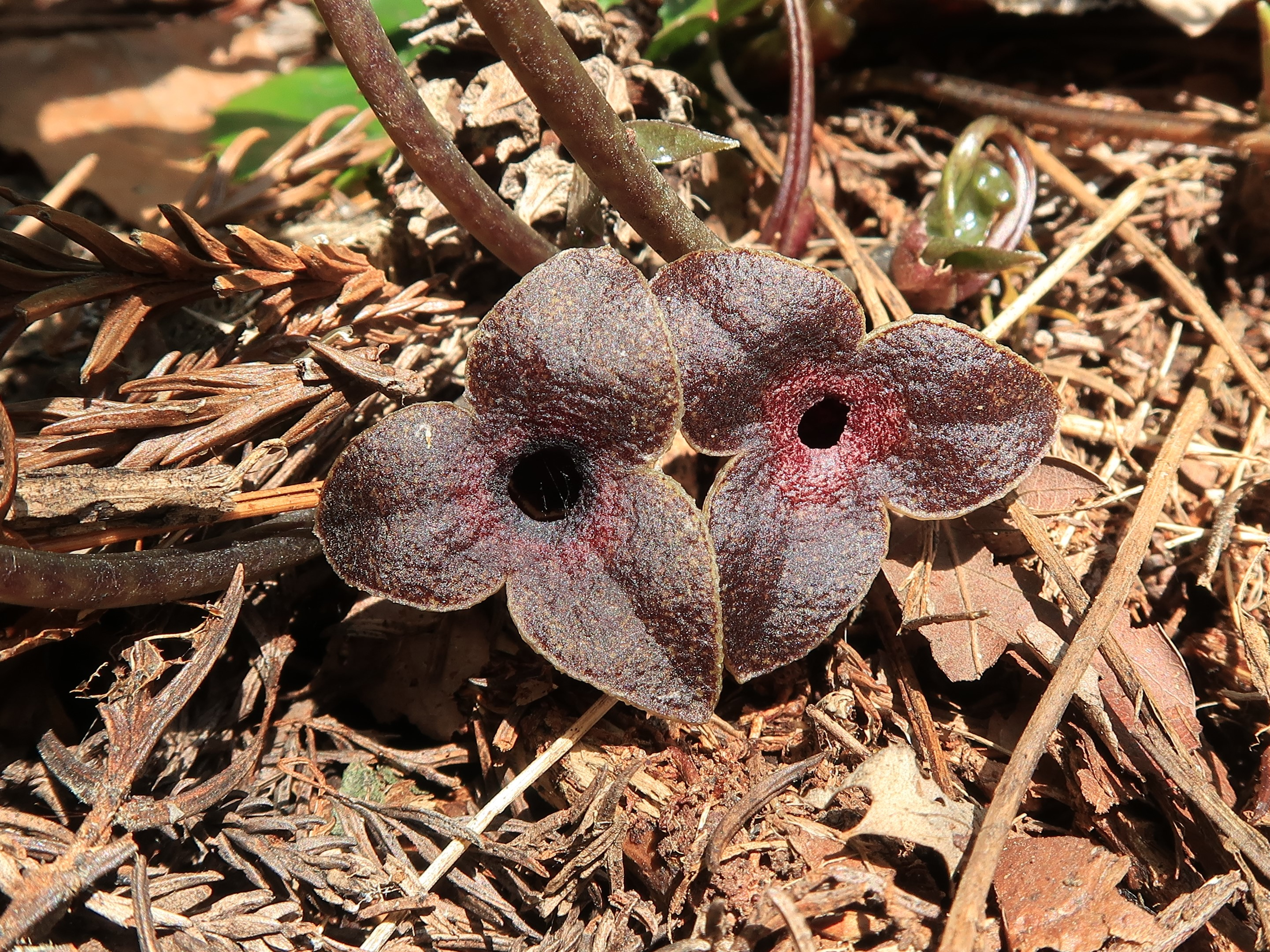
萼裂片が暗褐色の個体。